# 方広大荘厳経
『方広大荘厳経』（ほうこうだいしょうごんきょう、サンスクリット: ललितविस्तर Lalitavistara）は、大乗仏教の経典のひとつで、釈迦の降生から初転法輪に至る（漢訳本ではカピラヴァストゥに帰るまで）前半生を記したもの。『大正新脩大蔵経』では巻3の本縁部に収録されている。『方広大荘厳経』より早い時期に漢訳された『普曜経』（ふようきょう、『方等本起経』とも）も基本的には同内容だが、かなりの違いがある。

## 概要
釈迦の生涯は『マハーヴァストゥ』や『ブッダチャリタ』などにも記されているが、『方広大荘厳経』は大乗仏教の立場から述べられた仏伝であることに特徴がある。また釈迦のおこした多くの奇跡に重点を置いている。

## テキスト
サンスクリット本『ラリタ・ヴィスタラ』は27品から構成される。ラリタ・ヴィスタラとは「大規模な(vistara)遊び(lalita)」を意味するが、「遊び」とは釈迦が起こしたさまざまの奇跡を指し、漢訳の序品でも「方広神通遊戯大荘厳法門」と呼んでいる。「大規模な」とは記述が詳細であることを意味するとも、大乗の教えであることを意味するとも取れる。
チベット語訳(rgya cher rol pa)はサンスクリットに忠実である。
漢訳には竺法護(Dharmarakṣa)が308年に翻訳した『普曜経』8巻30品と地婆訶羅(Divākara)が683年に翻訳した『方広大荘厳経』12巻27品が現存する。『方広大荘厳経』はサンスクリット本に近いが、『普曜経』は品の分け方以外にもかなりの違いがあり、とくに『方広大荘厳経』で諸天が釈迦に出家を促す「音楽発悟品」と「転法輪品」の一部を『普曜経』には欠く。サンスクリット本は初転法輪で終わっているが、漢訳ではその後にカピラヴァストゥに帰郷する部分が続く。
ジョン・ブラフによると、『普曜経』の原語はサンスクリットではなくガンダーラ語であった。それは四十二字門の10番目(ṣa)に「信」（サンスクリットではśraddhā、ガンダーラ語では ṣaddhā）をあてていることからわかるという。リチャード・サロモンによると、四十二字門自身がカローシュティー文字の文字の順序であるという（現行のサンスクリット本や『方広大荘厳経』では四十二字門でなく通常の文字順を使っている）。
1860年にフーコーによってチベット語からフランス語に、1874年にレフマンによってサンスクリットからドイツ語に翻訳されたのをはじめとして、西洋諸言語の翻訳も存在する。

## あらすじ
菩薩（仏陀となる前の釈迦）は、兜率天で諸天とともに生活していたが、楽器の音によって自らの使命を思いおこし、弥勒に後を託して摩耶夫人の胎内に入り、ルンビニーで生まれる。菩薩が寺院を訪れると石像が立って迎え、学校では優れた成績を示して師を驚かせた。王子としてなに不自由のない生活をしていた菩薩は、しかし四門出遊を契機に出家を決意した。ここでも菩薩は師より優れていたため、師の教えに満足できず、自ら6年間の苦行を行う。しかし苦行では悟りを得られないと知り、菩提樹の下で禅定にはいる。悪魔の誘惑をしりぞけて成道してから7週間は言葉を発しなかったが、諸天の求めに応じて鹿野苑で説法を行う（初転法輪）。

## 影響

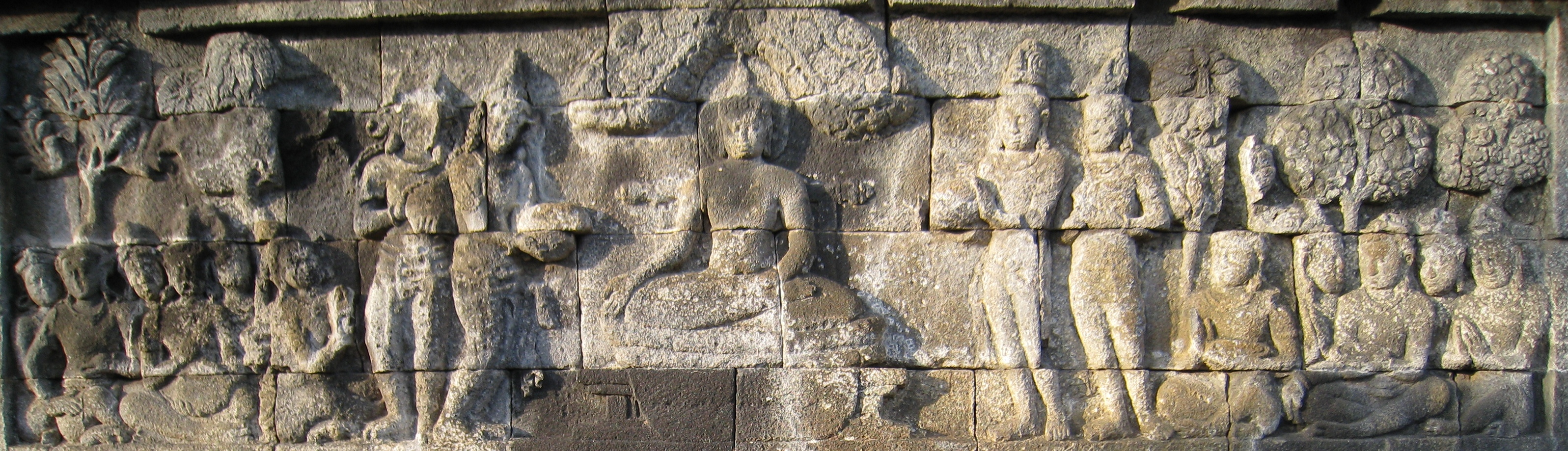
ボロブドゥールのレリーフより

『方広大荘厳経』に記述されている、菩薩の起こしたさまざまな奇跡は、ガンダーラ、アジャンター石窟群、敦煌などの仏教美術の題材として使用された。またジャワ島のボロブドゥール遺跡の第一回廊主壁上段のレリーフ120面は『方広大荘厳経』にもとづいている。